# Lindsey, Ohio
Lindsey là một làng thuộc quận Sandusky, tiểu bang Ohio, Hoa Kỳ. Năm 2010, dân số của làng này là 446 người.

## Dân số
- Dân số năm 2000: 504 người.
- Dân số năm 2010: 446 người.